# Jannik Steimle
Jannik Steimle (Weilheim an der Teck, 4 de abril de 1996) é um ciclista alemão que milita nas fileiras do conjunto Deceuninck-Quick Step.

## Palmarés
- 2016
- Croácia-Eslovénia

- 2018
  - 1 etapa do Kreiz Breizh Elites[2]
  - 1 etapa da Volta à Boémia Meridional

- 2019
  - 1 etapa do CCC Tour-Grody Piastowskie
  - 1 etapa da Flèche du Sud
- Oberösterreichrundfahrt, mais 1 etapa
  - 2 etapas da Volta à Áustria
- Campeonato de Flandres

- 2020
- Tour da Eslováquia, mais 1 etapa